# Sonia Villapol Salgado
Sonia Villapol Salgado (Bretoña (Lugo), 8 de mayo de 1977) es una neurocientífica española. Trabaja en el Texas Medical Center en Houston, donde es investigadora principal y profesora del Centro de Neurorregeneración del Methodist Hospital Research, en Estados Unidos.

## Trayectoria
Estudió en la Universidad de Santiago de Compostela, licenciándose en Biología con especialidad en Biología Molecular y Biotecnología en 2003. Posteriormente se trasladó a Barcelona donde realizó un máster en Neurociencia e inició sus estudios de doctorado en el departamento de Biología Celular, Fisiología e Inmunología de la Universidad Autónoma de Barcelona . En 2007 defendió su tesis que versaba sobre los mecanismos de muerte celular que se producen en el cerebro, obteniendo la calificación de sobresaliente cum laude.Es hija del escultor Fernando Villapoly María Antonia Salgado.
Tras esta experiencia, se instaló en Francia entre 2007 y 2010, donde trabajó como investigadora postdoctoral en el Centre National de la Recherche Scientifique (CNRS) de la Universidad Pierre y Marie Curie y en el INSERM de París. Tras esta etapa, continuó su carrera en Estados Unidos colaborando con el Instituto Nacional de Salud (NIH) y el Centro de Neurociencias y Medicina Regenerativa.
En 2014 empezó a trabajar en la Universidad de Georgetown como profesora asistente en el departamento de Neurociencia. Al año siguiente, las revistas científicas American Journal of Pathology (de Estados Unidos) y Brain (de Oxford), respectivamente, publicaron en octubre y noviembre sus trabajos demostrando que el daño cerebral podría provocar enfermedades hepáticas.
Sonia Villapol forma parte del Equipo Internacional de Investigación Covid-19, coordinando un equipo internacional de neurocientíficos que analizan cómo el coronavirus afecta al cerebro y al sistema nervioso y sus efectos a largo plazo.
Ha publicado más de setenta artículos científicos y su investigación se centra en el estudio de la inflamación y degeneración cerebral, la enfermedad de Alzheimer, la microbiota o los efectos del Covid.
En junio de 2022, en el Paseo dos Soños de Vilalba, se le dedicó el décimo Hectómetro Literario, por iniciativa de la Asociación Xermolos y la Cofradía Manuel María.Con motivo del homenaje manifestó su compromiso con el gallego:

"Falar en galego a conciencia, e ás veces contracorrente, é un dos maiores praceres que existen. Escribilo e empregalo coma ferramenta, é a culminación. Levo facéndoo toda a vida".

Ha colaborado con la revista Grial; así, publicó en el número 233, junto a Xosé Guillerme Rodríguez Osorio, "Beneficias do bilingüismo no cerebro infantil". También publica y colabora frecuentemente con diversos medios gallegos como Prazao La Voz de Galicia.
En 2020 recibió la nominación de Lucense del año en la sección de ciencias  y en octubre de 2023 fue pregonera de las Fiestas de San Froilán en Lugo.

## Obras en gallego
- Conciencia: La ciencia que nos rescató de la pandemia ( 2023 ). Vigo: General . 272 páginas ISBN 978-84-1110-357-2 . publicación electrónica: ISBN 978-84-1110-400-5.[18]